# François Clerc
François Clerc (ur. 18 kwietnia 1983 w Bourg-en-Bresse), piłkarz francuski występujący na pozycji prawego obrońcy.

## Kariera klubowa
Clerc jest wychowankiem klubu Olympique Lyon. Grał w nim w drużynach juniorskich jednak do 21. roku życia nie mógł przebić się do pierwszego składu i latem 2004 został wypożyczony do Toulouse FC. W barwach tego klubu zadebiutował w Ligue 1, 14 sierpnia w wygranym 4:1 wyjazdowym meczu z RC Strasbourg. Jednak przez niemal cały sezon nie zdołał wywalczyć miejsca w składzie zespołu z Tuluzy i wystąpił w 7 meczach ligowych.
Latem 2005 Clerc wrócił do Lyonu, w którym zadebiutował 2 października w wygranym 3:1 wyjazdowym meczu z Rennes. Na wiosnę 2006 wystąpił w pierwszym składzie w meczu z Olympique Marsylia (2:1) i od tego czasu do końca sezonu miał już pewne miejsce w składzie zespołu Gérarda Houlliera, z którym został mistrzem Francji. W sezonie 2006/2007 jego konkurentem do miejsca w pierwszej jedenastce był Anthony Réveillère. Clerc wystąpił w Lidze Mistrzów (5 meczów) i z Lyonem doszedł do 1/8 finału, skąd francuski zespół odpadł po dwumeczu z Romą. Ligowe zmagania Olympique zakończył na pierwszej pozycji, podobnie jak w sezonie 2007/08.
W 2010 roku Clerc rozwiązał kontrakt z Lyonem i za darmo przeszedł do OGC Nice.
| Sezon   | Klub             | Kraj    | Rozgrywki | Mecze | Bramki | Rozgrywki Europy   | Mecze | Bramki |
| ------- | ---------------- | ------- | --------- | ----- | ------ | ------------------ | ----- | ------ |
| 2004/05 | Toulouse FC      | Francja | Ligue 1   | 7     | 0      | -                  | -     | -      |
| 2005/06 | Olympique Lyon   | Francja | Ligue 1   | 14    | 0      | Liga Mistrzów UEFA | 5     | 0      |
| 2006/07 | Olympique Lyon   | Francja | Ligue 1   | 21    | 0      | Liga Mistrzów UEFA | 6     | 0      |
| 2007/08 | Olympique Lyon   | Francja | Ligue 1   | 27    | 1      | Liga Mistrzów UEFA | 7     | 0      |
| 2008/09 | Olympique Lyon   | Francja | Ligue 1   | 9     | 0      | Liga Mistrzów UEFA | 1     | 0      |
| 2009/10 | Olympique Lyon   | Francja | Ligue 1   | 7     | 0      | Liga Mistrzów UEFA | 1     | 0      |
| 2010/11 | OGC Nice         | Francja | Ligue 1   | 29    | 1      | -                  | -     | -      |
| 2011/12 | OGC Nice         | Francja | Ligue 1   | 32    | 4      | -                  | -     | -      |
| 2012/13 | AS Saint-Étienne | Francja | Ligue 1   | 31    | 1      | -                  | -     | -      |
| 2013/14 | AS Saint-Étienne | Francja | Ligue 1   | 29    | 1      | Liga Europy UEFA   | 4     | 0      |
| 2014/15 | AS Saint-Étienne | Francja | Ligue 1   | 15    | 0      | Liga Europy UEFA   | 1     | 0      |
| 2015/16 | AS Saint-Étienne | Francja | Ligue 1   | 10    | 0      | Liga Europy UEFA   | 6     | 0      |
| 2016/17 | Gazélec Ajaccio  | Francja | Ligue 2   | 18    | 2      | -                  | -     | -      |
| 2017/18 | Gazélec Ajaccio  | Francja | Ligue 2   | 7     | 0      | -                  | -     | -      |

## Kariera reprezentacyjna
Po rozegraniu niespełna 19 meczów w swojej karierze w Ligue 1, w marcu 2006 Clerc otrzymał niespodziewane powołanie od selekcjonera reprezentacji Francji Raymonda Domenecha na towarzyski mecz z reprezentacją Słowenii. Wcześniej nie grał nawet w młodzieżowej reprezentacji kraju. Cały mecz ze Słoweną przesiedział jednak na ławce rezerwowych. W reprezentacji Clerc zadebiutował dopiero 11 października w wygranym 5:0 meczu z Wyspami Owczymi, rozegranym w ramach eliminacji do Euro 2008 (w 79. minucie zmienił Willy Sagnola).
Jeszcze w 2006 roku Clerc został powołany na Euro U-21 w Portugalii, na których wystąpił w 2 meczach, a z Francją doszedł do półfinału.

## Sukcesy
- Mistrzostwo Francji: 2006, 2007, 2008 z OL